# Cúp bóng đá châu Á 1996
Cúp bóng đá châu Á 1996 (AFC Asian Cup 1996) là Cúp bóng đá châu Á lần thứ 11. Vòng chung kết giải được tổ chức tại Các Tiểu vương quốc Ả Rập Thống nhất từ 4 đến 21 tháng 12 năm 1996, gồm 12 đội. Ả Rập Xê Út lần thứ ba giành chức vô địch sau khi thắng chủ nhà Các Tiểu vương quốc Ả Rập Thống nhất 4–2 ở loạt sút luân lưu sau 120 phút với tỉ số hòa 0–0.

## Vòng loại
Có tất cả 33 đội tuyển tham gia vòng loại, chia làm 10 bảng, chọn đội đầu bảng vào đá vòng chung kết với chủ nhà Các Tiểu vương quốc Ả Rập Thống nhất và đương kim vô địch Nhật Bản.

## Vòng chung kết
Vòng chung kết được tổ chức từ 4 đến 21 tháng 12, thi đấu tại ba sân vận động là Sân vận động Sheikh Zayed ở thủ đô Abu Dhabi, Sân vận động Tahnoun bin Mohammed ở thành phố Al Ain và Sân vận động Al-Maktoum ở thành phố Dubai. 10 đội tuyển tham dự chia làm 3 bảng 4 đội, chọn mỗi bảng 2 đội và đội đứng thứ ba xuất sắc nhất vào vòng đấu loại trực tiếp để chọn ra nhà vô địch.

### Các đội tham dự
- UAE (chủ nhà)
- Nhật Bản (đương kim vô địch)
- Trung Quốc
- Indonesia
- Iran
- Iraq
- Kuwait
- Ả Rập Xê Út
- Hàn Quốc
- Syria
- Thái Lan
- Uzbekistan

### Sân vận động
| Abu Dhabi                 | Al Ain                            |
| ------------------------- | --------------------------------- |
| Sân vận động Sheikh Zayed | Sân vận động Tahnoun bin Mohammed |
| Sức chứa: 60.000          | Sức chứa: 15.000                  |
|                           |                                   |
| Dubai                     | Abu DhabiAl AinDubai              |
| Sân vận động Al-Maktoum   | Abu DhabiAl AinDubai              |
| Sức chứa: 12.000          | Abu DhabiAl AinDubai              |
|                           | Abu DhabiAl AinDubai              |

Giờ thi đấu tính theo giờ UAE (UTC+4).

### Bảng A
| Đội       | Trận | Thắng | Hoà | Thua | BT | BB | HS | Điểm |
| --------- | ---- | ----- | --- | ---- | -- | -- | -- | ---- |
| UAE       | 3    | 2     | 1   | 0    | 6  | 3  | +3 | 7    |
| Kuwait    | 3    | 1     | 1   | 1    | 6  | 5  | +1 | 4    |
| Hàn Quốc  | 3    | 1     | 1   | 1    | 5  | 5  | 0  | 4    |
| Indonesia | 3    | 0     | 1   | 2    | 4  | 8  | -4 | 1    |

| UAE         | 1–1      | Hàn Quốc          |
| ----------- | -------- | ----------------- |
| K. Saad 40' | Chi tiết | Hwang Sun-Hong 9' |

| Indonesia             | 2–2      | Kuwait                          |
| --------------------- | -------- | ------------------------------- |
| Putro 20' · Wabia 40' | Chi tiết | Al-Saqer 73' · Haji 84' (ph.đ.) |

| UAE                                      | 3–2      | Kuwait             |
| ---------------------------------------- | -------- | ------------------ |
| Saeed 53' · Al-Talyani 55' · B. Saad 80' | Chi tiết | Al-Huwaidi 9', 44' |

| Hàn Quốc                                                    | 4–2      | Indonesia             |
| ----------------------------------------------------------- | -------- | --------------------- |
| Kim Do-Hoon 5' · Hwang Sun-Hong 7', 15' · Ko Jeong-Woon 55' | Chi tiết | Wabia 58' · Putro 65' |

| UAE                        | 2–0      | Indonesia |
| -------------------------- | -------- | --------- |
| Saeed 15' · Al-Talyani 64' | Chi tiết |           |

| Kuwait                           | 2–0      | Hàn Quốc |
| -------------------------------- | -------- | -------- |
| Al-Huwaidi 60' · B. Abdullah 87' | Chi tiết |          |

### Bảng B
| Đội         | Trận | Thắng | Hoà | Thua | BT | BB | HS  | Điểm |
| ----------- | ---- | ----- | --- | ---- | -- | -- | --- | ---- |
| Iran        | 3    | 2     | 0   | 1    | 7  | 3  | +4  | 6    |
| Ả Rập Xê Út | 3    | 2     | 0   | 1    | 7  | 3  | +4  | 6    |
| Iraq        | 3    | 2     | 0   | 1    | 6  | 3  | +3  | 6    |
| Thái Lan    | 3    | 0     | 0   | 3    | 2  | 13 | −11 | 0    |

| Ả Rập Xê Út                                                                                | 6–0      | Thái Lan |
| ------------------------------------------------------------------------------------------ | -------- | -------- |
| Al-Temawi 10' (ph.đ.), 29' (ph.đ.) · Al-Mehallel 15', 54' · Al-Muwallid 18' · Al-Jaber 52' | Chi tiết |          |

| Iran             | 1–2      | Iraq                   |
| ---------------- | -------- | ---------------------- |
| Daei 90' (ph.đ.) | Chi tiết | Fawzi 37' · Sabbar 69' |

| Ả Rập Xê Út     | 1–0      | Iraq |
| --------------- | -------- | ---- |
| Al-Mehallel 26' | Chi tiết |      |

| Thái Lan      | 1–3      | Iran                                  |
| ------------- | -------- | ------------------------------------- |
| Senamuang 80' | Chi tiết | Saadavi 38' · Minavand 54' · Daei 70' |

| Ả Rập Xê Út | 0–3      | Iran                               |
| ----------- | -------- | ---------------------------------- |
|             | Chi tiết | Daei 12' · Bagheri 37' · Azizi 47' |

| Iraq                                | 4–1      | Thái Lan       |
| ----------------------------------- | -------- | -------------- |
| Mahmoud 17', 50' · Hussein 23', 63' | Chi tiết | Chalermsan 26' |

### Bảng C
| Đội        | Trận | Thắng | Hoà | Thua | BT | BB | HS | Điểm |
| ---------- | ---- | ----- | --- | ---- | -- | -- | -- | ---- |
| Nhật Bản   | 3    | 3     | 0   | 0    | 7  | 1  | +6 | 9    |
| Trung Quốc | 3    | 1     | 0   | 2    | 3  | 3  | 0  | 3    |
| Syria      | 3    | 1     | 0   | 2    | 3  | 6  | −3 | 3    |
| Uzbekistan | 3    | 1     | 0   | 2    | 3  | 6  | −3 | 3    |

| Nhật Bản                      | 2–1      | Syria       |
| ----------------------------- | -------- | ----------- |
| Abbas 85' (l.n.) · Takagi 88' | Chi tiết | Jokhadar 8' |

| Trung Quốc | 0–2      | Uzbekistan                   |
| ---------- | -------- | ---------------------------- |
|            | Chi tiết | Shkvyrin 78' · Shatskikh 90' |

| Nhật Bản                                 | 4–0      | Uzbekistan |
| ---------------------------------------- | -------- | ---------- |
| Nanami 7' · Miura 37' · Maezono 86', 90' | Chi tiết |            |

| Syria | 0–3      | Trung Quốc                                   |
| ----- | -------- | -------------------------------------------- |
|       | Chi tiết | Mã Minh Vũ 35' · Cao Phong 49' · Lý Băng 73' |

| Nhật Bản | 1–0      | Trung Quốc |
| -------- | -------- | ---------- |
| Soma 90' | Chi tiết |            |

| Uzbekistan          | 1–2      | Syria                         |
| ------------------- | -------- | ----------------------------- |
| Lebedev 53' (ph.đ.) | Chi tiết | Jokhadar 48' · Cheikh-Dib 74' |

### Đội xếp thứ ba có thành tích tốt nhất
| Đội      | Trận | Thắng | Hoà | Thua | BT | BB | HS | Điểm |
| -------- | ---- | ----- | --- | ---- | -- | -- | -- | ---- |
| Iraq     | 3    | 2     | 0   | 1    | 6  | 3  | +3 | 6    |
| Hàn Quốc | 3    | 1     | 1   | 1    | 5  | 5  | 0  | 4    |
| Syria    | 3    | 1     | 0   | 2    | 3  | 6  | −3 | 3    |

Iraq và Hàn Quốc giành quyền vào tứ kết.

## Vòng loại trực tiếp
|  | Tứ kết                  | Tứ kết                  |                         |       | Bán kết       | Bán kết                 |                         |  | Chung kết | Chung kết |
|  |                         |                         |                         |       |               |                         |                         |  |           |           |
|  | 15 tháng 12 – Abu Dhabi |                         |                         |       |               |                         |                         |  |           |           |
|  |                         |                         |                         |       |               |                         |                         |  |           |           |
|  | UAE (h.p.)              | 1                       |                         |       |               |                         |                         |  |           |           |
|  | UAE (h.p.)              | 1                       | 18 tháng 12 – Abu Dhabi |       |               |                         |                         |  |           |           |
|  | Iraq                    | 0                       |                         |       |               |                         |                         |  |           |           |
|  | Iraq                    | 0                       | UAE                     | 1     |               |                         |                         |  |           |           |
|  | 15 tháng 12 – Al Ain    |                         | UAE                     | 1     |               |                         |                         |  |           |           |
|  |                         |                         | Kuwait                  | 0     |               |                         |                         |  |           |           |
|  | Kuwait                  | 2                       | Kuwait                  | 0     |               |                         |                         |  |           |           |
|  | Kuwait                  | 2                       | 21 tháng 12 – Abu Dhabi |       |               |                         |                         |  |           |           |
|  | Nhật Bản                | 0                       |                         |       |               |                         |                         |  |           |           |
|  | Nhật Bản                | 0                       | UAE                     | 0 (2) |               |                         |                         |  |           |           |
|  | 16 tháng 12 – Dubai     |                         | UAE                     | 0 (2) |               |                         |                         |  |           |           |
|  |                         | Ả Rập Xê Út (pen.)      | 0 (4)                   |       |               |                         |                         |  |           |           |
|  | Hàn Quốc                | Ả Rập Xê Út (pen.)      | 0 (4)                   | 2     |               |                         |                         |  |           |           |
|  | Hàn Quốc                | 18 tháng 12 – Abu Dhabi |                         | 2     |               |                         |                         |  |           |           |
|  | Iran                    | 6                       |                         |       |               |                         |                         |  |           |           |
|  | Iran                    | 6                       | Iran                    | 0 (3) | Tranh hạng ba | Tranh hạng ba           |                         |  |           |           |
|  | 16 tháng 12 – Abu Dhabi |                         | Iran                    | 0 (3) | Tranh hạng ba | Tranh hạng ba           |                         |  |           |           |
|  |                         |                         | Ả Rập Xê Út (pen.)      | 0 (4) |               | 21 tháng 12 – Abu Dhabi | 21 tháng 12 – Abu Dhabi |  |           |           |
|  | Ả Rập Xê Út             | 4                       | Ả Rập Xê Út (pen.)      | 0 (4) |               | 21 tháng 12 – Abu Dhabi | 21 tháng 12 – Abu Dhabi |  |           |           |
|  | Ả Rập Xê Út             | 4                       |                         |       | Kuwait        | 1 (2)                   |                         |  |           |           |
|  | Trung Quốc              | 3                       |                         |       | Kuwait        | 1 (2)                   |                         |  |           |           |
|  | Trung Quốc              | 3                       | Iran (pen.)             | 1 (3) |               |                         |                         |  |           |           |
|  |                         |                         |                         | 1 (3) |               |                         |                         |  |           |           |

### Tứ kết
| UAE              | 1–0 (s.h.p.) | Iraq |
| ---------------- | ------------ | ---- |
| Ab. Ibrahim 103' | Chi tiết     |      |

| Kuwait              | 2–0      | Nhật Bản |
| ------------------- | -------- | -------- |
| Al-Huwaidi 17', 54' | Chi tiết |          |

| Hàn Quốc                            | 2–6      | Iran                                                      |
| ----------------------------------- | -------- | --------------------------------------------------------- |
| Kim Do-Hoon 11' · Shin Tae-Yong 35' | Chi tiết | Bagheri 31' · Azizi 52' · Daei 66', 76', 83', 89' (ph.đ.) |

| Ả Rập Xê Út                                           | 4–3      | Trung Quốc                               |
| ----------------------------------------------------- | -------- | ---------------------------------------- |
| Al-Thunayan 31', 65' · Al-Jaber 34' · Al-Mehallel 43' | Chi tiết | Trương Ân Hoa 6', 89' · Bành Vĩ Quốc 16' |

### Bán kết
| UAE       | 1–0      | Kuwait |
| --------- | -------- | ------ |
| Saeed 69' | Chi tiết |        |

| Iran                                                     | 0–0 (s.h.p.) | Ả Rập Xê Út                                                         |
| -------------------------------------------------------- | ------------ | ------------------------------------------------------------------- |
|                                                          | Chi tiết     |                                                                     |
| Loạt sút luân lưu                                        |              |                                                                     |
| Daei · Peyrovani · Yazdani · Estili · Bagheri · Khakpour | 3–4          | Al-Temawi · Sulaimani · Zubromawi · Al-Muwallid · Al-Harbi · Madani |

### Trận tranh giải ba
| Iran                                     | 1–1      | Kuwait                                                              |
| ---------------------------------------- | -------- | ------------------------------------------------------------------- |
| Daei 40'                                 | Chi tiết | Al-Huwaidi 15'                                                      |
| Loạt sút luân lưu                        |          |                                                                     |
| Moharrami · Estili · Peyrovani · Bagheri | 3–2      | Badr Haji · Bashar Abdullah · Al-Lenqawi · Abdulrahman · Al-Huwaidi |

### Chung kết
| UAE                              | 0–0 (s.h.p.) | Ả Rập Xê Út                                                  |
| -------------------------------- | ------------ | ------------------------------------------------------------ |
|                                  | Report       |                                                              |
| Loạt sút luân lưu                |              |                                                              |
| M. Ali · Saleh · K. Saad · Saeed | 2–4          | Al-Thunayan · Zubromawi · Al-Harbi · Al-Temawi · Al-Muwallid |

## Giải thưởng

### Cầu thủ xuất sắc nhất
- Khodadad Azizi

### Vua phá lưới
- Ali Daei – 8 bàn

### Thủ môn xuất sắc nhất
- Mohamed Al-Deayea

### Đội đoạt giải phong cách
- Iran

### Đội hình toàn sao
| Thủ môn           | Hậu vệ                                            | Tiền vệ                                                              | Tiền đạo                                    |
| ----------------- | ------------------------------------------------- | -------------------------------------------------------------------- | ------------------------------------------- |
| Mohamed Al-Deayea | Abdullah Zubromawi Yousef Saleh Mohammad Khakpour | Mehrdad Minavand Mohamed Ali Khalid Al-Muwallid Saad Bakheet Mubarak | Fahad Al-Mehallel Jasem Al-Huwaidi Ali Daei |

## Danh sách cầu thủ ghi bàn
| 8 bàn - Ali Daei 6 bàn - Jasem Al-Huwaidi 4 bàn - Fahad Al-Mehallel 3 bàn - Hwang Sun-Hong - Hassan Saeed 2 bàn - Trương Ân Hoa - Widodo Putro - Ronny Wabia - Khodadad Azizi - Karim Bagheri - Haidar Mahmoud - Laith Hussein - Maezono Masakiyo - Kim Do-Hoon - Sami Al-Jaber - Khalid Al-Temawi - Yousuf Al-Thunayan - Nader Jokhadar - Adnan Al-Talyani | 1 bàn - Cao Phong - Mã Minh Vũ - Lý Băng - Bành Vĩ Quốc - Mehrdad Minavand - Naeim Saadavi - Hussam Fawzi - Khalid Mohammed Sabbar - Miura Kazuyoshi - Nanami Hiroshi - Soma Naoki - Takagi Takuya - Ko Jeong-Woon - Shin Tae-Yong - Bashar Abdullah - Badr Haji - Hani Al Saqer - Khalid Al-Muwallid - Ali Cheikh-Dib - Dusit Chalermsan - Kiatisuk Senamuang - Abdulrahman Ibrahim - Saad Bakheet Mubarak - Khamis Saad - Sergey Lebedev - Oleg Shatskikh - Igor Shkvyrin 1 bàn phản lưới nhà - Hassan Abbas (trận gặp Nhật Bản) |

## Bảng xếp hạng giải đấu
| Hg                  | Đội tuyển   | Tr | T | H | B | BT | BB | HS  | Đ  | KS    |
| ------------------- | ----------- | -- | - | - | - | -- | -- | --- | -- | ----- |
| 1                   | Ả Rập Xê Út | 6  | 3 | 2 | 1 | 11 | 6  | +5  | 11 | 61.1% |
| 2                   | UAE         | 6  | 4 | 2 | 0 | 8  | 3  | +5  | 14 | 77.8% |
| 3                   | Iran        | 6  | 3 | 2 | 1 | 14 | 6  | +8  | 11 | 61.1% |
| 4                   | Kuwait      | 6  | 2 | 2 | 2 | 9  | 7  | +2  | 8  | 44.4% |
| Bị loại ở tứ kết    |             |    |   |   |   |    |    |     |    |       |
| 5                   | Nhật Bản    | 4  | 3 | 0 | 1 | 7  | 3  | +4  | 9  | 75.0% |
| 6                   | Iraq        | 4  | 2 | 0 | 2 | 6  | 4  | +2  | 6  | 50.0% |
| 7                   | Hàn Quốc    | 4  | 1 | 1 | 2 | 7  | 11 | −4  | 4  | 33.3% |
| 8                   | Trung Quốc  | 4  | 1 | 0 | 3 | 6  | 7  | −1  | 3  | 25.0% |
| Bị loại ở vòng bảng |             |    |   |   |   |    |    |     |    |       |
| 9                   | Syria       | 3  | 1 | 0 | 2 | 3  | 6  | −3  | 3  | 33.3% |
| 10                  | Uzbekistan  | 3  | 1 | 0 | 2 | 3  | 6  | −3  | 3  | 33.3% |
| 11                  | Indonesia   | 3  | 0 | 1 | 2 | 4  | 8  | −4  | 1  | 11.1% |
| 12                  | Thái Lan    | 3  | 0 | 0 | 3 | 2  | 13 | −11 | 0  | 0.0%  |